# Optimist Tour
Optimist Tour es la primera gira en solitaro del cantante y compositor estadounidense FINNEAS. La gira empezó el 25 de octubre de 2021 en San Diego,  Estados Unidos y terminó  el 21 de noviembre de 2021 en Toronto, Canadá

## Antecedentes
FINNEAS anuncio la gira el 5 de agosto de 2021 a través de Instagram para luego el 12 de agosto de 2021 agregar una segunda fecha en Los Ángeles y Nueva York.

## Setlist
El siguiente Setlist es el utilizado el 27 de octubre de 2021 en Los Ángeles, Estados Unidos no es necesariamente el de toda la gira.
1. «A Concert Six Months From Now»
2. «The Kids Are All Dying»
3. «Angel»
4. «Claudia»
5. «Happy Now?»
6. «Only A Lifetime»
7. «I Don't Miss You At All»
8. «Shelter»
9. «Partners In Crime»
10. «What They'll Say About Us»
11. «How It Ends»
12. «Hurt Locker»
13. «Around My Neck»
14. «I Lost A Friend»
15. «The 90's»
16. «Break My Heart Again»
17. «'Til Forever Falls Apart»
18. «Let's Fall In Love For The Night»

## Fechas
| Fecha                                        | Ciudad           | País           | Recinto                     | Teloneros | Entradas vendidas / Disponibles | Recaudación |
| -------------------------------------------- | ---------------- | -------------- | --------------------------- | --------- | ------------------------------- | ----------- |
| Norteamérica                                 |                  |                |                             |           |                                 |             |
| 25 de octubre de 2021                        | San Diego        | Estados Unidos | The Observatory North Park  | Marinella | -                               | -           |
| 27 de octubre de 2021                        | Los Ángeles      | Estados Unidos | The Wiltern                 | Marinella | -                               | -           |
| 28 de octubre de 2021                        | Los Ángeles      | Estados Unidos | The Wiltern                 | Marinella | -                               | -           |
| 1 de noviembre de 2021                       | San Francisco    | Estados Unidos | The Fillmore                | Marinella | -                               | -           |
| 3 de noviembre de 2021                       | Portland         | Estados Unidos | McMenamins Crystal Ballroom | Marinella | __                              | -           |
| 4 de noviembre de 2021                       | Seattle          | Estados Unidos | Showbox SoDo                | Marinella | __                              | __          |
| 6 de noviembre de 2021                       | Salt Lake City   | Estados Unidos | The Depot                   | Marinella |                                 |             |
| 8 de noviembre de 2021                       | Denver           | Estados Unidos | Summit Music Hall           | Marinella |                                 |             |
| 10 de noviembre de 2021                      | Chicago          | Estados Unidos | The Vic Theatre             | Marinella |                                 |             |
| 12 de noviembre de 2021                      | Athens           | Estados Unidos | Ohio University             | Marinella |                                 |             |
| 13 de noviembre de 2021                      | Filadelfia       | Estados Unidos | Theatre of Living Arts      | Marinella |                                 |             |
| 14 de noviembre de 2021 (Concierto temprano) | Washington D. C. | Estados Unidos | 9:30 Club                   | Marinella |                                 |             |
| 14 de noviembre de 2021                      | Washington D. C. | Estados Unidos | 9:30 Club                   | Marinella |                                 |             |
| 16 de noviembre de 2021                      | Nueva York       | Estados Unidos | Irving Plaza                | Marinella |                                 |             |
| 17 de noviembre de 2021                      | Nueva York       | Estados Unidos | Irving Plaza                | Marinella |                                 |             |
| 18 de noviembre de 2021                      | Boston           | Estados Unidos | House Of Blues Boston       | Marinella |                                 |             |
| 20 de noviembre de 2021                      | Montreal         | Canadá         | Théâtre Corona              | Marinella |                                 |             |
| 21 de noviembre de 2021                      | Toronto          | Canadá         | The Danforth Music Hall     | Marinella |                                 |             |